# Henry Peach Robinson
Henry Peach Robinson (Ludlow, 9 luglio 1830 – Royal Tunbridge Wells, 21 febbraio 1901) è stato un fotografo britannico, pioniere del fotomontaggio e del movimento pittorialista.
Intraprese la professione di libraio e, influenzato dalle opere di William Turner, si interessò di pittura. Nel 1850, guidato da Hugh Diamond, scoprì la fotografia a cui si appassionò e nel 1857 abbandonò la sua attività per aprire un laboratorio fotografico.
Si occupò del ritocco fotografico dei ritratti, a cui applicava colori o correggeva imperfezioni direttamente sul positivo. Insoddisfatto della resa delle pellicole dell'epoca, utilizzò estesamente la tecnica della doppia esposizione per rendere correttamente il paesaggio. Inoltre utilizzò più negativi per comporre un'unica fotografia, come nella famosa Fading Away, dove l'immagine era composta da cinque negativi.
Si sposò nel 1859, affermando però che prima era la fotografia, poi la moglie.
Nel 1864 dovette abbandonare la pratica di fotografo a causa dei problemi di salute causati dai materiali chimici utilizzati nel processo fotografico. Mantenne vivo il suo interesse pubblicando nel 1868 il saggio “Pictorial Effect in Photography, Being Hints on Composition and Chiaroscuro for Photographers”.
Nel 1891 finanziò la fondazione del circolo fotografico Linked Ring.